# Masato Mizuki
Masato Mizuki (japanisch 水木 将人 Mizuki Masato; * 3. November 1991 in der Präfektur Kanagawa) ist ein japanischer Fußballspieler.

## Karriere
Mizuki erlernte das Fußballspielen in der Schulmannschaft der Ryutsu Keizai University Kashiwa High School und der Universitätsmannschaft der Ryūtsū-Keizai-Universität. Seinen ersten Vertrag unterschrieb er 2014 bei Fujieda MYFC. Der Verein spielte in der dritthöchsten Liga des Landes, der J3 League. Für den Verein absolvierte er 27 Ligaspiele. 2015 wechselte er zu Azul Claro Numazu. 2017 wechselte er zum ReinMeer Aomori FC. 2018 wechselte er zum FC Kariya.